# Andrea D'Amato
Andrea D'Amato, né le 14 novembre 2002 à Stradella, est un coureur cycliste italien.

## Biographie
Andrea D'Amato est né en novembre 2002 à Stradella, d'un père informaticien et d'une mère infirmière. Ses parents sont originaires des Abruzzes. Rapidement intéressé par le cyclisme, il commence à pratiquer ce sport vers l'âge de six ans,. Il prend sa première licence dans un club de sa ville natale. Dans un premier temps, il se consacre au VTT. Il finit toutefois pas basculer vers le route, après avoir concilié les deux disciplines. Lors de cette période, il devient champion provincial à plusieurs reprises. 
En 2021, il intègre l'équipe continentale Iseo Serrature-Rime-Carnovali. Plutôt rapide au sprint, il obtient trois succès et diverses places d'honneur chez les amateurs. Il termine par ailleurs sixième d'une étape de l'Adriatica Ionica Race, au milieu des professionnels. Deux ans plus tard, il rejoint la formation Biesse-Carrera, après une saison perturbée par un cytomégalovirus. Sous ses nouvelles couleurs, il décroche de nouvelles victoires au niveau amateur. Il finit également quatrième de la dernière étape du Tour d'Italie espoirs, sixième d'une étape du Tour de Sicile ou encore dixième de la Coppa della Pace.
En 2024, il se fait de nouveau remarquer sur le Tour d'Italie espoirs en terminant troisième d'une étape au sprint. Il se classe aussi neuvième du Circuito del Porto-Trofeo Arvedi, de Paris-Troyes et d'une étape du Tour de Slovaquie. À la suite de ses performances, il signe un contrat d'un an avec la structure japonaise JCL Ukyo, qu'il doit normalement rejoindre en 2025. 

## Palmarès et résultats

### Palmarès par année
- 2021
  - Giro del Medio Polesine
  - Gran Premio Sannazzaro
  - Coppa d'Inverno
  - 3e de la Medaglia d'Oro Fiera di Sommacampagna
- 2022
  - 2e du Giro del Medio Polesine
  - 3e du Trophée Antonietto Rancilio
  - 3e du Trophée Cleto Maule
- 2023
  - Giro delle Due Province
  - Gran Premio Somma
  - 2e du Mémorial Claudia
  - 2e de la Coppa Messapica
  - 2e du Giro del Medio Polesine
  - 3e de la Coppa San Geo
- 2024
  - Coppa Messapica
  - 3e de la Coppa Caduti di Reda

### Classements mondiaux
| Année           | 2023   | 2024   |
| --------------- | ------ | ------ |
| UCI Europe Tour | 1 785e | 1 443e |